# Frederik Harhoff
Frederik Harhoff (født 27. maj 1949 i København) er en professor i folkeret ved Syddansk Universitet, som fra 2007 til 2013 har været dommer ved Det internationale tribunal til pådømmelse af krigsforbrydelser i det tidligere Jugoslavien (ICTY).
Harhoff er søn af en diplomat og blev student fra Herlufsholm 1969. Han er cand.jur. (1977) og dr.jur. (1993) fra Københavns Universitet. Han blev i 1985 ansat ved universitetet som adjunkt i folkeret. I 1993 forsvarede Frederik Harhoff sin doktorafhandling om Oprindelige folks ret til selvbestemmelse og var lektor i international ret ved Københavns Universitet fra 1998 til 2001. Fra marts 2001 til december 2001 var Frederik Harhoff konstitueret landsdommer ved Østre Landsret. I 2002 var han docent i folkeret ved Københavns Universitet. Fra 2003 til 2006 var han retschef ved ICTY. I 2006 blev han professor ved Syddansk Universitet hvorfra han fra 2007 til 2013 havde orlov for at være dommer ved ICTY. I 2013 vakte Frederik Harhoff international opsigt da ICTY med dommerstemmerne 2-1 afsagde en kendelse hvor Harhoff blev erklæret inhabil. Det skete på baggrund af et brev der havde cirkuleret internt i Domstolen hvor Harhoff rejste kritik af nogen af domstolens afgørelser vedrørende kravet til forsæt for officerers ansvar for krigsforbrydelser. Efter kendelsen vendte Harhoff tilbage fra sin orlov til sit professorat.